# Furlanská válka
Válka furlanská (také válka o Gradišku nebo válka uskocká) byl ozbrojený konflikt mezi Rakouskem a Španělskem na straně jedné a Benátkami, Anglií a Nizozemskem na straně druhé, který se odehrál v období let 1615 až 1617 ve východní části Furlanska a byl jednou z mnoha předeher třicetileté války.
Do války se zapojilo mnoho jiných evropských mocností, ale bojiště zůstalo ve Furlansku a v Istrii. Vítězství se přisuzuje Habsburkům, mírová smlouva obsahuje položky o vyhnání Uskoků (istrijských pirátů) a vrácení Istrie a Furlanska pod jejich nadvládu.